# Gmina Kłecko
Gmina Kłecko là một gmina thành thị-nông thôn (quận hành chính) ở hạt Gniezno, Voivodeship Greater Ba Lan, ở phía tây trung tâm Ba Lan. Khu vực hành chính của nó là thị trấn Kłecko, nằm khoảng 16 kilômét (10 mi) về phía tây bắc của Gniezno và 44 km (27 mi) về phía đông bắc của thủ phủ Poznań.
Gmina có diện tích 131,7 kilômét vuông (50,8 dặm vuông Anh), và tính đến năm 2006, tổng dân số của nó là 7.569 người (trong đó dân số của Kłecko lên tới 2.677, và dân số của vùng nông thôn của gmina là 4.892).

## Thảm sát trong Thế chiến thứ hai
Trong cuộc xâm lược Ba Lan của quân đội Đức năm 1939, binh lính Đức đã sát hại hàng loạt 23 người Ba Lan trong khu vực.. Các nạn nhân bị bắn, bị đánh đến chết bằng súng trường và bị lính Đức đâm chết bằng lưỡi lê. Họ sau đó được chôn cất trong một ngôi mộ tập thể.

## Làng
Ngoài thị trấn Klecko, Gmina Klecko bao gồm các làng và các khu định cư như Bielawy, Biskupice, Bojanice, Brzozogaj, Charbowo, Czechy, Dębnica, Działyń, Dziećmiarki, Gorzuchowo, Kamieniec, Komorowo, Kopydłowo, Michalcza, Polska Wies, Pomarzany, Pruchnowo, Sulin, Świniary, Ułanowo, Waliszewo, Wilkowyja và Zakrzewo.

## Gmina lân cận
Gmina Kłecko được bao bọc bởi các gmina khác như Gniezno, Kiszkowo, ubowo, Mielezyn, Mieścisko và Skoki.